# Momir Rnić (Handballspieler, 1987)
Momir Rnić (serbisch-kyrillisch Момир Рнић; * 1. November 1987 in Zrenjanin, Jugoslawien) ist ein serbischer Handballspieler.

## Karriere
Der 1,96 Meter große und 102 Kilogramm schwere linke Rückraumspieler spielte bei RK Proleter Zrenjanin und RK Velenje und war dabei mit diesen Vereinen auch im EHF-Pokal (2007/08, 2008/09) und in der EHF Champions League (2009/10) aktiv. Anschließend stand er bis 2011 bei RK Celje unter Vertrag. Am 14. April 2011 gab der deutsche Bundesligist Frisch Auf Göppingen seine Verpflichtung zur Saison 2011/2012 bekannt. Mit Göppingen gewann er den EHF-Pokal 2012. Rnić verlängerte seinen 2014 auslaufenden Vertrag mit Göppingen nicht und schloss sich zur Saison 2014/15 der MT Melsungen an. In der Saison 2017/18 stand er bei den Rhein-Neckar Löwen unter Vertrag, mit denen er 2017 den DHB-Supercup und 2018 den DHB-Pokal gewann. Im Sommer 2018 kehrte er zum RK Proleter Zrenjanin zurück. Ab der Saison 2020/21 stand er beim mazedonischen Erstligisten RK Metalurg Skopje unter Vertrag.
Momir Rnić stand im Aufgebot der serbischen Nationalmannschaft, so für die Europameisterschaft 2010, die Weltmeisterschaft 2011 und die Europameisterschaft 2014; bis Dezember 2013 bestritt er 75 Länderspiele, in denen er 126 Tore warf. Im Sommer 2012 nahm er an den Olympischen Spielen in London teil. Mit Serbien gewann er die Goldmedaille bei den Mittelmeerspielen 2009.

## Sonstiges
Sein gleichnamiger Vater Momir Rnić spielte in den späten 1980er-Jahren für den TV Niederwürzbach. In seiner Jugendzeit spielte Momir Rnić Jr. bereits in Deutschland für die DJK Oberthal während sein Vater den TV Altenkessel trainierte.

## Bundesligabilanz
| Saison  | Verein               | Spielklasse | Spiele | Tore | 7-Meter | Feldtore |
| ------- | -------------------- | ----------- | ------ | ---- | ------- | -------- |
| 2011/12 | Frisch Auf Göppingen | Bundesliga  | 28     | 144  | 20      | 124      |
| 2012/13 | Frisch Auf Göppingen | Bundesliga  | 23     | 131  | 31      | 100      |
| 2013/14 | Frisch Auf Göppingen | Bundesliga  | 33     | 179  | 47      | 132      |